# Уильям де Виндзор
Сэр Уильям де Виндзор, барон Виндзор (англ. Sir William de Windsor, Baron Windsor; ок. 1325 — 15 сентября 1384) — английский государственный и военный деятель, служивший королевским лейтенантом в Ирландии.

## Происхождение
Сын сэра Александра де Виндзора из Грейригга, Уэстморленд, и его жены Элизабет (умерла в августе 1349 года). В 1349 году он достиг совершеннолетия и участвовал во французских войнах Эдуарда III Плантагенета.

## Ирландия
До 1369 года Уильям де Виндзор правил Ирландией под руководством Лайонела Антверпенского и претендовал на земли в Кинсейле, Инчикине и Йоле. В том же году он был назначен королевским наместником Ирландии и получал грант в размере тысячи марок в год. Он сразу же приступил к сокращению приграничных ирландских кланов Дублина, но в 1370 году был вынужден прекратить, чтобы попытаться спасти графа Десмонда, взятого в плен О’Брайенами.
Чтобы обеспечить хотя бы частичный порядок, Уильям де Виндзор был вынужден принять меры сомнительной законности; в парламенте 1369 года, не сумев убедить его членов пообещать королю новые обычаи, он выбил у прелатов, которые собирались отдельно, грант на три года, а затем внес запись в канцелярские записи, которые им давались навечно к короне. Колонисты обратились к Эдуарду III, и в ответ на их прошение король 10 сентября 1371 года запретил Уильяму де Виндзору, вернувшемуся в Англию в марте, взимать суммы, на которые он потребовал гранты, и приказал начать набор стерты, а 20 октября официально упрекнул его в вымогательстве, которое он приказал ему исправить.
Мэр Дроэды, арестованный по приказу Виндзора, был освобожден, и 20 марта 1373 года в Дроэде была проведена инквизиция по факту поборов Виндзора в Мите и Уриэле. Элис Перрерс, которая впоследствии стала женой Виндзора, в 1369 году, когда он впервые стал вице-королем, получила от него сумму, предназначенную для расходов его экспедиции и оплаты его людей.
После ухода Уильяма де Виндзора из Ирландии вспыхнула анархия. Соответственно, 20 сентября 1373 года король Англии Эдуард III повторно назначил его наместником. Ему было приказано взимать гранты, ранее обещанные в Болдойле и Килкенни, и сотрудничать с сэром Николасом Дагвортом.
В 1374 году, после отказа парламента в Килкенни предоставить грант по просьбе Дагворта, Виндзор издал приказы, предлагавшие духовенству и мирянам избрать представителей, финансировать их и отправить их в Англию, чтобы проконсультироваться с Эдуардом III о помощи, которую следует получить из Ирландии. Тем временем Ньюкасл, на границе с Уиклоу, был взят ирландцами. Правительство направило помощь по морю гарнизону в замке Уиклоу, но совет, собравшийся в Нейсе, запретил Уильяму де Виндзору двигаться дальше на юг, поскольку это подвергало север опасности. Виндзор мог продолжать войну, только взимая принудительные субсидии в виде денег и продовольствия.

## Англия
В начале 1376 года Уильям де Виндзор отказался от своего вице-королевства и был вызван в Англию для консультации с королем. 29 сентября 1376 года ему было пожаловано 100 фунтов стерлингов в год пожизненно от проблем графства Йоркшир. 14 декабря ему было даровано помилование «за то, что он укрывал Элис Перрерс, которая была изгнана в 1377 году, и ей было дано разрешение оставаться в королевстве до тех пор, пока она и её муж пожелают».
23 октября 1379 года сэру Джону Харлстону было приказано передать Уильяму де Виндзору Шербур. В том же году Виндзор был отправлен в экспедицию, чтобы помочь герцогу Бретани против Франции, получив большие гранты земли, большая часть которых была конфискована Элис Перрерс.
В 1381—1382, 1382—1383, 1383—1384 годах Уильям де Виндзор был вызван в парламент как барон. В 1381 и 1382 годах он принимал ведущее участие в подавлении крестьянского восстания, особенно в графствах Кембриджшир и Хантингдоншир, получив с этой целью особые полномочия, и был назначен специальным судьей и мировым комиссаром в Кембридже. 13 марта 1383 года его называли «баннеретом». Дальнейшие гранты, ранее предоставленные Элис Перрерс, были предоставлены ему в 1381, 1383 и 1384 годах.

## Смерть
Уильям де Виндзор умер в Хавершеме в Уэстморленде 15 сентября 1384 года, имея большие долги перед короной. Баронство угасло. Его завещание было датировано Хавершемом 15 сентября и подтверждено 12 октября 1384 года. Он не оставил никаких законных оснований. Его племянник Джон де Виндзор, который был одним из его душеприказчиков, захватил большую часть его поместий и имел много споров с его вдовой. Он оставил некоторые земли Уильяму Уикхему, которые епископ в конечном итоге присвоил для использования в своем фонде в Винчестере. В Ирландии Джону де Виндзору не удалось получить земли своего дяди; поместья Уильяма в Уотерфорде были переданы двум его сестрам: Кристиана, жене сэра Уильяма де Морье из Элвингтона, Йоркшир; и Маргарет, жена Джона Дукета, «его ближайших и совершеннолетних наследников».